# OpenCourseWare
L'OpenCourseWare (OCW) és un terme que s'aplica a materials de cursos elaborats generalment per universitats que s'ofereixen a través d'entorns virtuals d'aprenentatge i que també es comparteixen lliurement a Internet. Són materials estructurats com a curs que sovint inclouen l'estratègia docent i el sistema d'avaluació. Segueixen una idea anàloga al programari de codi obert i els drets d'autoria estan cedits seguint el model de copyleft. La major part dels OCW de les universitats han triat la proposta de Creative Commons d'atribució no comercial i llicenciar igual, encara que alguns d'aquests materials s'ofereixen amb altres permisos, com la llicència GPL. Aquests continguts no es publiquen amb la finalitat que els usuaris obtinguin cap titulació o certificació, sinó amb la finalitat de potenciar la societat del coneixement i fomentar projectes ulteriors entre institucions i docents relacionats amb els continguts oberts. Els OCW són recursos educatius oberts.
Tot i que hi va haver alguna iniciativa anterior, va ser amb la publicació dels materials de l'Institut Tecnològic de Massachusetts (MIT) que el moviment OCW va agafar embranzida. L'any 2001 va anunciar públicament que donaria accés lliure i gratuït als materials de tots els seus cursos oficials i el llançament del MIT OpenCourseWare es va produir a l'octubre de 2002. En 2009 aconsegueix la xifra de 1.900 cursos publicats de grau i postgrau. El principal desafiament per a implementar no ha estat la resistència docent, sinó els obstacles logístics trobats en determinar la possessió i obtenir permisos per a la quantitat massiva d'elements de propietat intel·lectual que estan inclosos en els materials de cursos de les facultats del MIT, a més del temps i l'esforç tècnic emprat per convertir-los en continguts utilitzables en línia. El copyright del material OCW generalment roman en la institució, els membres de la seva facultat, o bé els seus estudiants.
El 2005, el MIT OpenCourseWare i altres projectes OCW van formar l'OpenCourseWare Consortium, que busca estendre l'abast i impacte dels materials opencourseware, i desenvolupar models sostenibles per a la seva publicació.
Segons la pàgina web de l'OpenCourseWare Consortium, un projecte OCW:
- És una publicació digital de materials educatius lliure i d'alta qualitat.
- És disponible per ús i adaptació sota una llicència oberta.
- No proporciona habitualment certificació o accés a instructors o formadors.